# San Leanna (Texas)
San Leanna es una villa ubicada en el condado de Travis en el estado estadounidense de Texas. En el Censo de 2010 tenía una población de 497 habitantes y una densidad poblacional de 432,19 personas por km².

## Geografía
San Leanna se encuentra ubicada en las coordenadas 30°8′36″N 97°49′11″O / 30.14333, -97.81972. Según la Oficina del Censo de los Estados Unidos, San Leanna tiene una superficie total de 1.15 km², de la cual 1.15 km² corresponden a tierra firme y (0.23%) 0 km² es agua.

## Demografía
Según el censo de 2010, había 497 personas residiendo en San Leanna. La densidad de población era de 432,19 hab./km². De los 497 habitantes, San Leanna estaba compuesto por el 90.74% blancos, el 1.61% eran afroamericanos, el 0% eran amerindios, el 2.01% eran asiáticos, el 0.2% eran isleños del Pacífico, el 3.62% eran de otras razas y el 1.81% pertenecían a dos o más razas. Del total de la población el 20.93% eran hispanos o latinos de cualquier raza.